# Kościół San Francesco w Pawii
Kościół San Francesco – rzymskokatolicki kościół w Pawii pod wezwaniem św. Franciszka z Asyżu. Jest kościołem parafialnym parafii Francesco d'Assisi. Administracyjnie należy do diecezji Pawii.

## Historia
Franciszkanie przybyli do Pawii, podobnie jak do Mediolanu, pod koniec lat 20. XIII wieku. Początkowo osiedlili się poza murami miejskimi, a pod koniec następnej dekady rozpoczęli budowę kościoła pod wezwaniem św. Franciszka z Asyżu. Dokładna data jego fundacji nie jest jednak znana. Darowizny na jego budowę odnotowane zostały w latach 1267, 1277 i 1286. Gdy w 1298 roku franciszkanie ostatecznie opuścili swoją podmiejską osadę, oddając ją karmelitom, ich nowy kościół był już najprawdopodobniej ukończony. Długi okres budowy kościoła wyjaśnia różnicę stylową widoczną pomiędzy częścią prezbiterialną, bogatą w romańskie rozwiązania, inspirowane stylem cysterskim, a wyraźnie gotycką fasadą.
W XVIII wieku świątynię przebudowano. Po 1732 roku przy ścianie szczytowej północnego transeptu zbudowano kaplicę Niepokalanego Poczęcia, zaprojektowaną przez Giovanniego Ruggeriego; w tym samym stuleciu przebito w fasadzie dwa boczne portale, prawdopodobnie nieobecne w pierwotnym projekcie. Kościół był siedzibą zakonu franciszkańskiego do roku 1781. 1 stycznia 1806 roku erygowano przy nim parafię. Pod koniec XIX wieku ponownie przebudowano fasadę przywracając pierwotny, podwójny portal główny z łukowym tympanonem oraz triforium w górnej części fasady. W rezultacie prac konserwatorskich, przeprowadzonych we wnętrzu kościoła pod kierunkiem Aschierego w połowie XX wieku usunięto wszystkie barokowe dodatki, w tym murowane sklepienia nawy głównej.

## Architektura
Kościół, zbudowany na planie krzyża, dzieli się na dwie wyraźne części: zachodnią, wzniesioną jako trzynawowa bazylika i wschodnią, prezbiterialną, posadowioną na planie centralnym, z ramionami tej samej długości, flankowaną niewielkimi kaplicami na planie kwadratu, usytuowanymi po wschodniej stronie transeptu. Obie te części budynku dzielą wyraźne różnice stylowe: prezbiterium (przeznaczone dla braci zakonnych), utrzymane jest w stylu romańskim, natomiast korpus nawowy (przeznaczony dla wiernych) cechuje styl późnogotycki. Różnicę tę podkreśla dodatkowo różna wysokość i układ dachów oraz sklepień. Różnica ta na zewnątrz widoczna jest zwłaszcza z prawej strony kościoła (wyższy dach transeptu). W ścianie zachowały się dwa pierwotne monoforia. Górna krawędź ściany została udekorowana fryzem arkadkowym, którego łuki wspierają się na konsolach przedstawiających ludzkie głowy.
Prezbiterium jest wsparte przyporami i zwieńczone rzędem cylindrycznych wieżyczek, zakończonych stożkowymi iglicami. Pod dachem biegnie fryz arkadkowy. Górne części ściany oraz zakończenia przypór zdobi motyw złożony z polichromowanych, nakładających się rombów, charakterystyczny dla sztuki romańskiej Pawii. Ściany prezbiterium przepruto dwoma pojedynczymi oknami oraz dużą rozetą, obecnie zamurowaną. W północno-wschodnim narożniku, między prezbiterium a transeptem znajduje się kampanila, ozdobiona dekoracyjnymi ramkami z motywem łuków i rombów.
Fasada została zbudowana przypuszczalnie na początku XIV wieku. Jej obecny wygląd jest rezultatem restauracji, dokonanej w latach 1897 i 1951. W górnej części została udekorowana fryzem arkadkowym i zwieńczona pięcioma pinaklami. W części dolnej znajduje się podwójny portal główny, nawiązuje stylem do analogicznego portalu w bazylice franciszkanów w Asyżu, flankowany portalami bocznymi (zrealizowanymi w XVIII wieku). Nad portalem głównym znajdują się cztery monoforia, a nad nimi – wielkie triforium z XIX-wieczną dekoracją. Ścianę wokół portalu głównego oraz pas, w którym znajdują się monoforia zdobi motyw skontrastowanych kolorystycznie rombów, wykonanych z cegły i białego piaskowca.

## Wnętrze
Korpus nawowy kościoła San Francesco ma długość 64 m. Jego obecny wygląd jest rezultatem przebudowy z 1739 roku. Nawa główna składa się z pięciu przęseł. Została przekryta jedynie drewnianą więźbą dachową. Nawę główną oddzielają od naw bocznych szerokie arkady, których łuki są pośrednie między łukiem pełnym, a ostrołukiem. Arkady zostały oparte na masywnych, okrągłych w przekroju kolumnach z barokowymi kapitelami. Nawy boczne mają sklepienia krzyżowe. Przy ich ścianach urządzono kaplice. Transept, nie wystający poza linię ścian bocznych, ma również sklepienie krzyżowe. Prezbiterium, na planie kwadratu, jest flankowane dwiema kaplicami. W kościele zostali pogrzebani: Facino Cane, Isabela de Valois, małżonka Gian Galeazza Viscontiego, Manfredo V di Saluzzo i Baldo degli Ubaldi, znany prawnik, kodyfikator Statutów Pawii. W ścianie lewej nawy widnieją dwie wmurowane płyty nagrobne, pierwotnie umieszczone na posadzce, przedstawiające braci zakonnych: Francesca Mangano (zmarłego w 1469 roku) i Francesca della Somalia (zmarłego w 1508 roku w wieku 105 lat).

### Prezbiterium
W ołtarzu głównym znajduje się posąg św. Franciszka, obramowany wykwintnymi, XVIII-wiecznymi wolutami. XV-wieczny, drewniany krucyfiks, przypisywany Baldinowi da Surso, pochodzi z kaplicy bocznej, podobnie jak freski na ścianach, Maryja z Dzieciątkiem i Ofiarowanie Pańskie. Drewniane stalle, zbudowane około 1484 roku przez braci Donati, składają się z 28 krzeseł, ozdobionymi motywami roślinnymi.

### Kaplica Niepokalanego Poczęcia

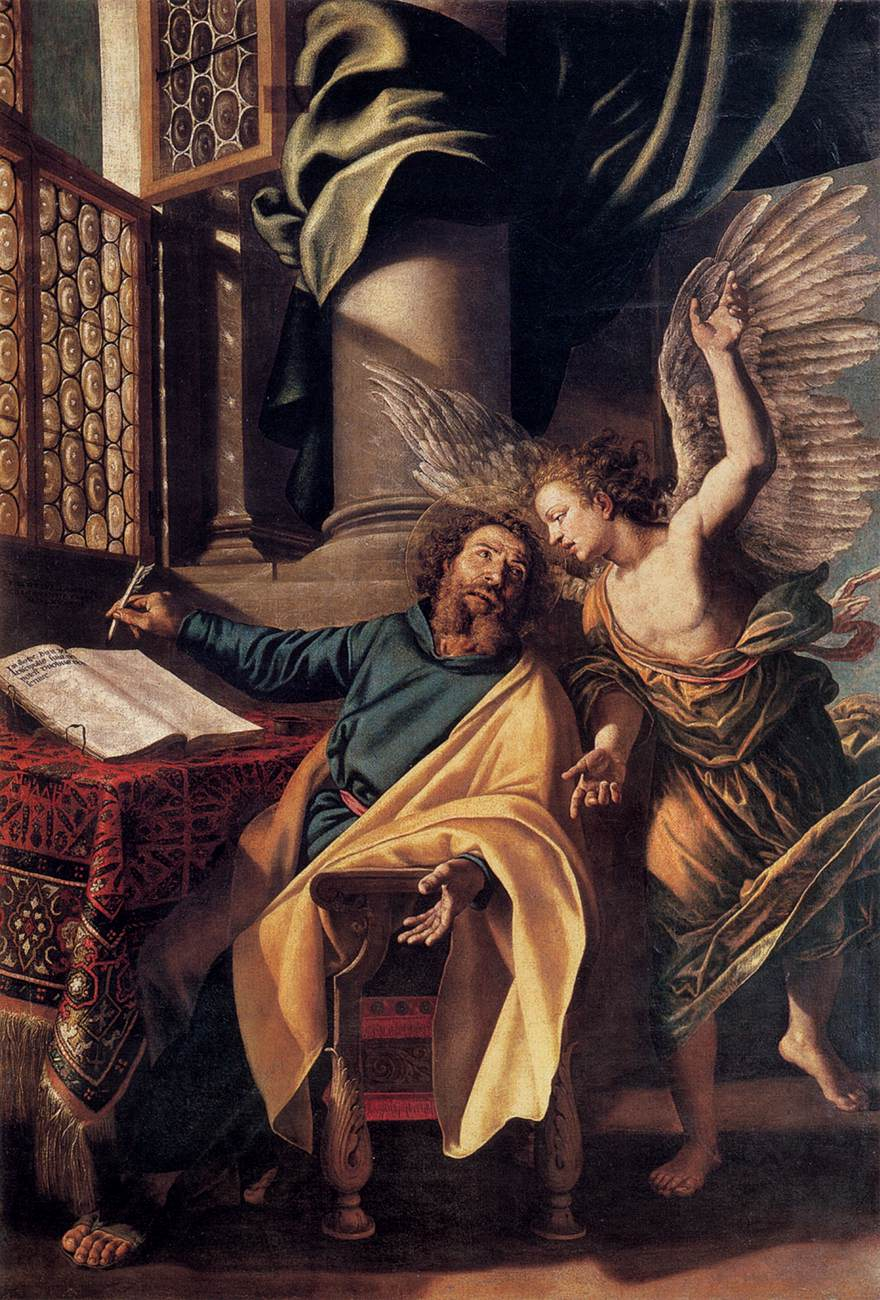
Vincenzo Campi, Św. Mateusz i anioł, 1588

Kaplicę poświęconą Dziewicy Maryi w północnym ramieniu transeptu zbudowało Bractwo Niepokalanego Poczęcia. Prace pod kierunkiem architekta Giovanniego Ruggeriego rozpoczęły się w 1732 roku i trwały około 10 lat. Kopuła, zaprojektowana przez Antonia Longone, została udekorowana freskami przez Antonia Magattiego. W 1777 roku ukończono marmurowy ołtarz według projektu markiza Luigiego Malaspiny. Obraz ołtarzowy namalował Bernadino Ciceri. Stojące obok ołtarza dwa pozłacane, drewniane posągi przedstawiają Niewinność i Czystość.

### Kaplica św. Franciszka z Asyżu, św. Franciszka di Paola i św. Franciszka Salezego
Kaplica św. Franciszka z Asyżu, św. Franciszka di Paola i św. Franciszka Salezego została zwieńczona początku XVII wieku kopułą z latarnią. Wnętrze kaplicy nadal zdobią dekoracje związane ze św. Franciszkiem z Asyżu. Na bocznych pilastrach widnieją franciszkańscy święci: Antoni Padewski i Klara. Obraz ołtarzowy, Św. Franciszek di Paola ukazujący się św. Franciszkowi Salezemu, pochodzi ze zniesionego kościoła San Francesco di Paola.

### Kaplica św. Szczepana
Kaplicę św. Szczepana, ufundowana przez rodzinę Beccaria, zdobi obraz ołtarzowy przedstawiający Ukamienowanie św. Szczepana. Flankują go obrazy Św. Franciszek i Św. Antoni Padewski. Freski, odkryte w 2001 roku, a datowane na lata 1576-1587 i przedstawiają sceny z życia św. Szczepana. Na sklepieniu, w owalnej ramie, znajduje się wyobrażenie Trójcy Świętej.

### Kaplica św. Mateusza
Kaplica św. Mateusza związana jest z Matteo Beccarią, zmarłym w 1547 roku i tu pochowanym razem z małżonką, Margheritą Borromeo. Obraz ołtarzowy, Św. Mateusz i anioł, namalował Vincenzo Campi w 1588 roku.

## Klasztor
Obok kościoła stoi klasztor wybudowany przez franciszkanów konwentualnych. Założony około 1300 roku, wznosił się wokół trzech dużych krużganków. Klasztor ten został rozebrany w 1708 roku, a na jego miejscu zbudowano obecny klasztor. Został to (jako instytucja) zniesiony w 1781 roku przez cesarza Józefa II, który zorganizował w jego murach kolegium germańsko-węgierskie, później przekształcone w koszary. Obecnie w budynku tym mieści się Collegio Cairoli, założone w 1948 roku i podległe Uniwersytetowi w Pawii. Architektonicznie wyróżnia się dziedziniec autorstwa Leopolda Pollaka.